# 达里娅·马斯洛娃
达里娅·马斯洛娃（1995年5月6日—），吉尔吉斯斯坦女子田径运动员，2015年亚洲田径锦标赛女子5000米铜牌得主、2015年夏季世界大运会女子5000米铜牌得主、2018年亚洲运动会女子10000米金牌得主和女子5000米银牌得主。